# Johan Ångström
Johan Angström (1813 - 1879) fue un médico, botánico, pteridólogo y briólogo sueco.
Estudió en la Universidad de Upsala. Con su colega finés Fredrik Nylander (1820-1880), exploraron el este de Finlandia, la Karelia rusa en el mar Blanco, y la Laponia rusa, en el verano de 1843. Luego exploraron Rusia y la Laponia noruega.
Como taxónomo, fue autoridad binomial de varias especies dentro del género Botrychium.

## Algunas obras
- Dispositio muscorum in Scandinavia : hucusque cognitorum, 1842

- Symbolae ad Bryologiam Scandinavicam, 1844

- Primae lineae muscorum cognoscendorum, 1876[2]

## Honores

### Eponimia
- Género de musgo
- Aongstroemia (Bruch & Schimp., 1846)[3]
- La abreviatura «Ångstr. o Angstr.» se emplea para indicar a Johan Ångström como autoridad en la descripción y clasificación científica de los vegetales.[4]